# فانا (ترومس)
فانا أو فانويا (بالنرويجية: Vanna أو Vannøya) هي جزيرة صخرية في بلدية كارلسوي بمقاطعة ترومس، النرويج. مساحتها 232 كيلومترا مربعا (90 ميل مربع). تُعَد (Vanntinden) أعلى قممها بارتفاع 1031 متر (3383 قدما) فوق مستوى سطح البحر. يبلغ سكان الجزيرة (2001) 973 نسمة فقط. فانا هي أكبر سابع عشر جزيرة في النرويج من حيث المساحة. فانرايد وفانفوغ هما المنطقتان الحضريتان الرئيسيتان في الجزيرة.